# Herbert Spiro

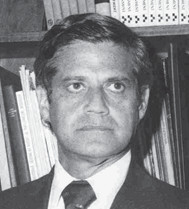
Herbert Spiro (1970er Jahre)

Herbert John Spiro (geboren 7. September 1924 in Hamburg; gestorben 6. April 2010 in San Antonio, Texas) war ein US-amerikanischer Politikwissenschaftler, Diplomat und Politiker der Republikanischen Partei. Er forschte insbesondere zur Politik afrikanischer Staaten und lehrte u. a. als Professor an der University of Pennsylvania und am John-F.-Kennedy-Institut für Nordamerikastudien der FU Berlin. Von 1975 bis 1977 war er Botschafter der Vereinigten Staaten in Kamerun.

## Leben
Herbert Spiro war ein Sohn des Wirtschaftsprüfers Albert John Spiro und von Marianne Stiefel. Er war mit der 1938 in New York geborenen Elisabeth Anna Petersen verheiratet, der Rechtswissenschaftler Peter J. Spiro ist einer der zwei Söhne.
Spiro besuchte in Hamburg das Wilhelm-Gymnasium. Seine Familie floh 1938 in die USA und lebte in Texas. Spiro wurde aufgrund der 11. Verordnung zum Reichsbürgergesetz vom 25. November 1941 die deutsche Staatsangehörigkeit entzogen.
Er besuchte 1942–43 das San Antonio Junior College und war von 1943 bis 1945 Soldat im Zweiten Weltkrieg. Nach der deutschen Kapitulation war er bis 1946 in der Besatzungsverwaltung der Amerikanischen Zone in Österreich tätig, er wurde mit der Bronze Star Medal und dem Purple Heart ausgezeichnet. Spiro studierte ab 1947 an der Harvard University und wurde dort 1953 mit der Arbeit A theory of responsibility in government zum Ph.D. in Politikwissenschaft (Government) promoviert. Er hatte verschiedene Forschungsaufenthalte und Stipendien mit dem seinerzeit neuen Forschungsschwerpunkt Afrikanische Politik.
Er wurde in Harvard 1957 Assistant Professor, war danach von 1961 bis 1965 als Associate Professor am Amherst College tätig. Er beriet 1960 die britische Kommission für die Revision der Verfassung der Föderation von Rhodesien und Njassaland, 1962 war er Berater der japanischen Kommission für Verfassungsrevision. Von 1965 bis 1970 lehrte Spiro als Professor für Politikwissenschaft an der University of Pennsylvania. Dann wechselte er ins Außenministerium der USA, wo er von 1970 bis 1975 im Policy Planning Staff arbeitete. Während der Präsidentschaft des Republikaners Gerald Ford war er von September 1975 bis Mai 1977 Botschafter der Vereinigten Staaten in Kamerun. Gleichzeitig war er auch in Äquatorialguinea akkreditiert, wo ihn die Regierung jedoch im März 1976 zur persona non grata erklärte. Seine Nachfolge als Botschafterin in Kamerun trat Mabel Murphy Smythe an.
Er wurde 1977 Fellow am Woodrow Wilson International Center for Scholars und lehrte ab 1979 ein Jahr als Gastprofessor an der Defense Intelligence School. Von 1980 bis 1989 war Spiro Professor für Politische Wissenschaft am John-F.-Kennedy-Institut für Nordamerikastudien der Freien Universität Berlin. Danach war er bis 1991 Adjunct Professor an der University of Texas at Austin (wo er zuvor bereits von 1984 bis 1989 eine Gastprofessur hatte). Auf einem lokalen Fernsehsender in Austin moderierte er die wöchentliche Sendung Spiro’s Conversations, in der er mit Autoren und Wissenschaftlern sprach.
Spiro ist Autor von elf Büchern und einer Vielzahl von Zeitschriftenaufsätzen, er schrieb Beiträge für die Encyclopaedia Britannica.
Spiro bewarb sich als Parteimitglied der Republikaner 1992 und 1994 in Texas um ein Abgeordnetenmandat im Repräsentantenhaus der Vereinigten Staaten und 1993 um einen Sitz im Senat, allerdings ohne Erfolg.
Er wurde auf dem Fort Sam Houston National Cemetery beerdigt.

## Schriften (Auswahl)
- The Marxian criticism of democracy. Bachelor-Arbeit. Harvard University, 1949
- A theory of responsibility in government. Dissertation. Harvard University, 1953
- The politics of German codetermination. Harvard University Press, 1958
- Government by constitution: the political systems of democracy. New York: Random House, 1959
- Politics in Africa: Prospects south of the Sahara. Englewood Cliffs, New Jersey: Prentice-Hall, 1962
- Comparative analysis of worker participation in decision-making. International Political Science Association, 1966
- Africa: the primacy of politics. New York: Random House, 1967
- (Hrsg.): Patterns of African development: five comparisons. Englewood Cliffs, New Jersey: Prentice-Hall, 1967
- Responsibility in government: theory and practice. New York: Van Nostrand Reinhold, 1969
- The dialectic of representation, 1619 to 1969. Virginia: Jamestown Foundation, 1969
- Politics as the master science: from Plato to Mao. New York: Harper & Row, 1970